# Dornier Do 335
Dornier Do 335 - foi um avião de caça empregado pela Luftwaffe na fase final da II Guerra Mundial. Era conhecido como Pfeil (flecha). Devido a seu longo "nariz" os pilotos o apelidaram também de Ameisenbär (tamanduá).

## História
Desenvolvido por Claudius Dornier e fabricado por sua empresa, após vencer uma concorrência contra a Arado Flugzeugwerke e a Junkers. O primeiro protótipo, Do 335V1, voou em 26 de Outubro de 1943. A aeronave experimental Göppingen Gö 9 serviu como base para seu desenvolvimento.
Surpreendeu os pilotos de testes com sua velocidade e capacidade de manobra, apresentando alguns poucos problemas, principalmente na estabilidade. Tendia a trepidar em velocidades mais elevadas. Ainda assim, foi um dos aviões com motor a pistão mais velozes já fabricados. Entrou em operação nas últimas semanas da guerra, sendo avistado por pilotos aliados.
Em seu livro O Grande Circo o ás franco-brasileiro Pierre Clostermann, que serviu como piloto da RAF, afirma ter participado do primeiro encontro entre o Pfeil e caças aliados, ocorrido em Abril de 1945.
Ele voava em patrulha com quatro Hawker Tempest do 3º esquadrão da RAF sobre o norte de Alemanha, quando casualmente interceptaram um solitário Do 335 voando a máxima velocidade a baixa altitude. O piloto alemão percebeu imediatamente a presença dos aviões britânicos e mudou de direção para escapar. Apesar de o Tempest ser um avião muito veloz, os pilotos da RAF não conseguiram alcança-lo e nem  sequer colocarem-se em posição de ataque. Não existem registros de que algum Dornier Do 335 tenha entrado em combate.

Ao término da guerra haviam sido completados aproximadamente 90 Do 335, dos quais apenas 20 foram entregues aos grupos de combate.

## Imagens

Três ângulos.
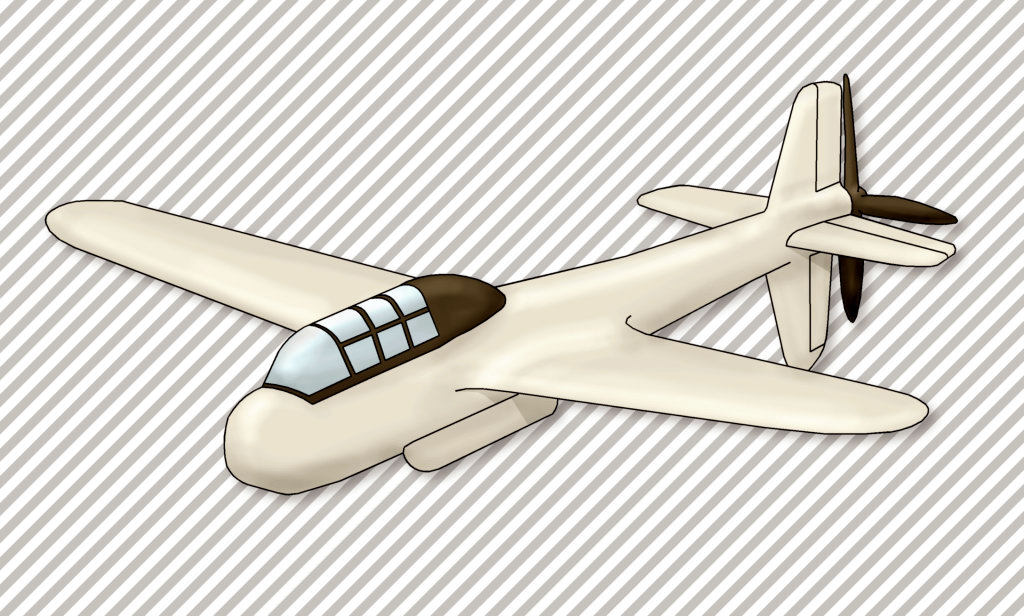
Desenho do Göppingen Gö 9, que serviu no desenvolvimento do Do 335. O destino desta aeronave de testes é desconhecido.
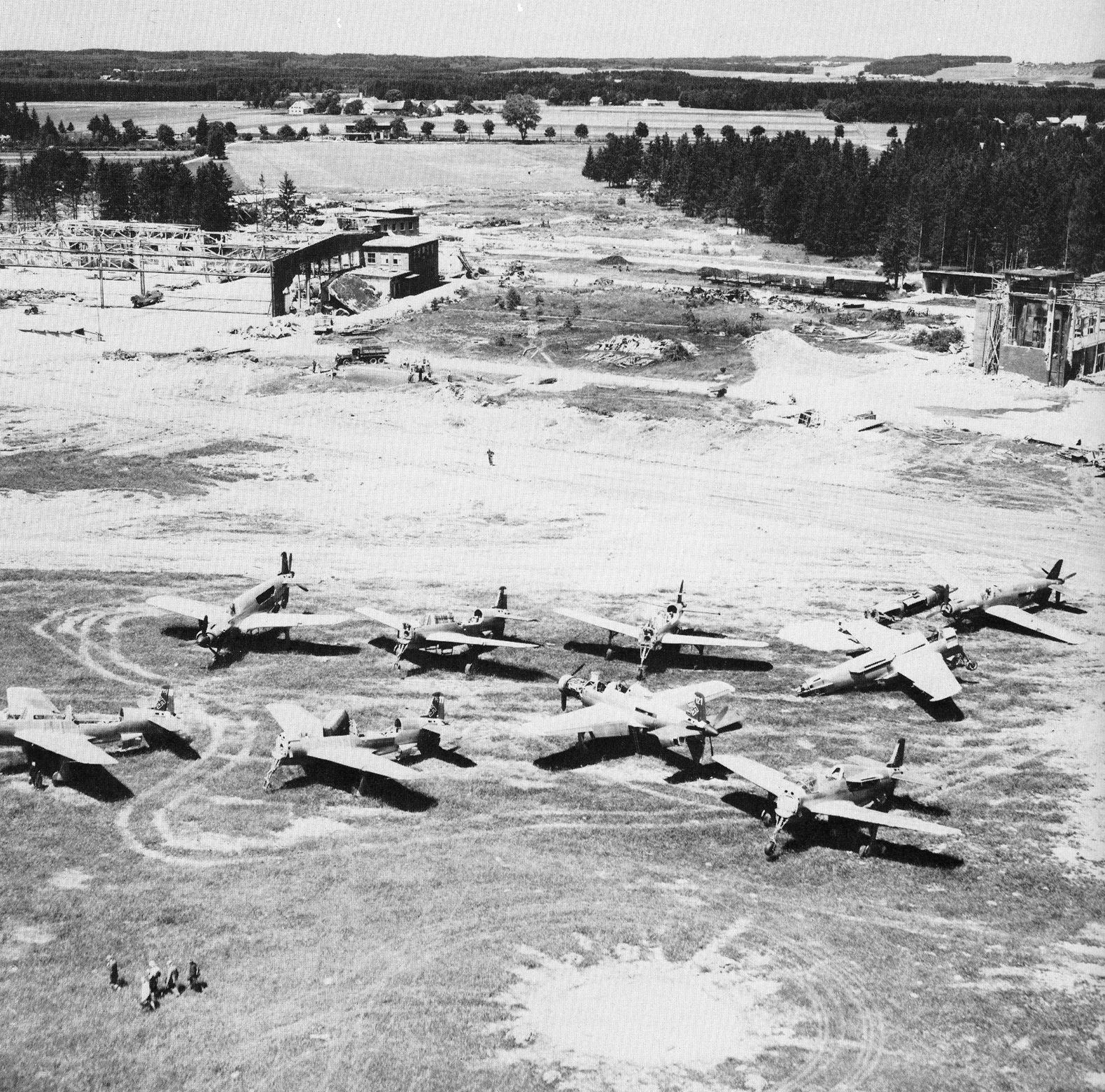
Alguns Do 335 em Oberpfaffenhofen após a guerra.
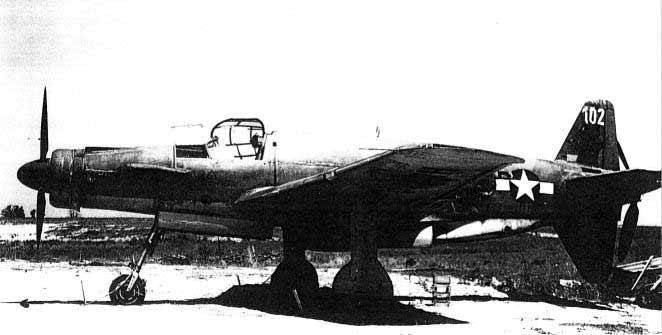
Do 335 capturado fotgrafado na Naval Air Station Patuxent River [6] (1945).
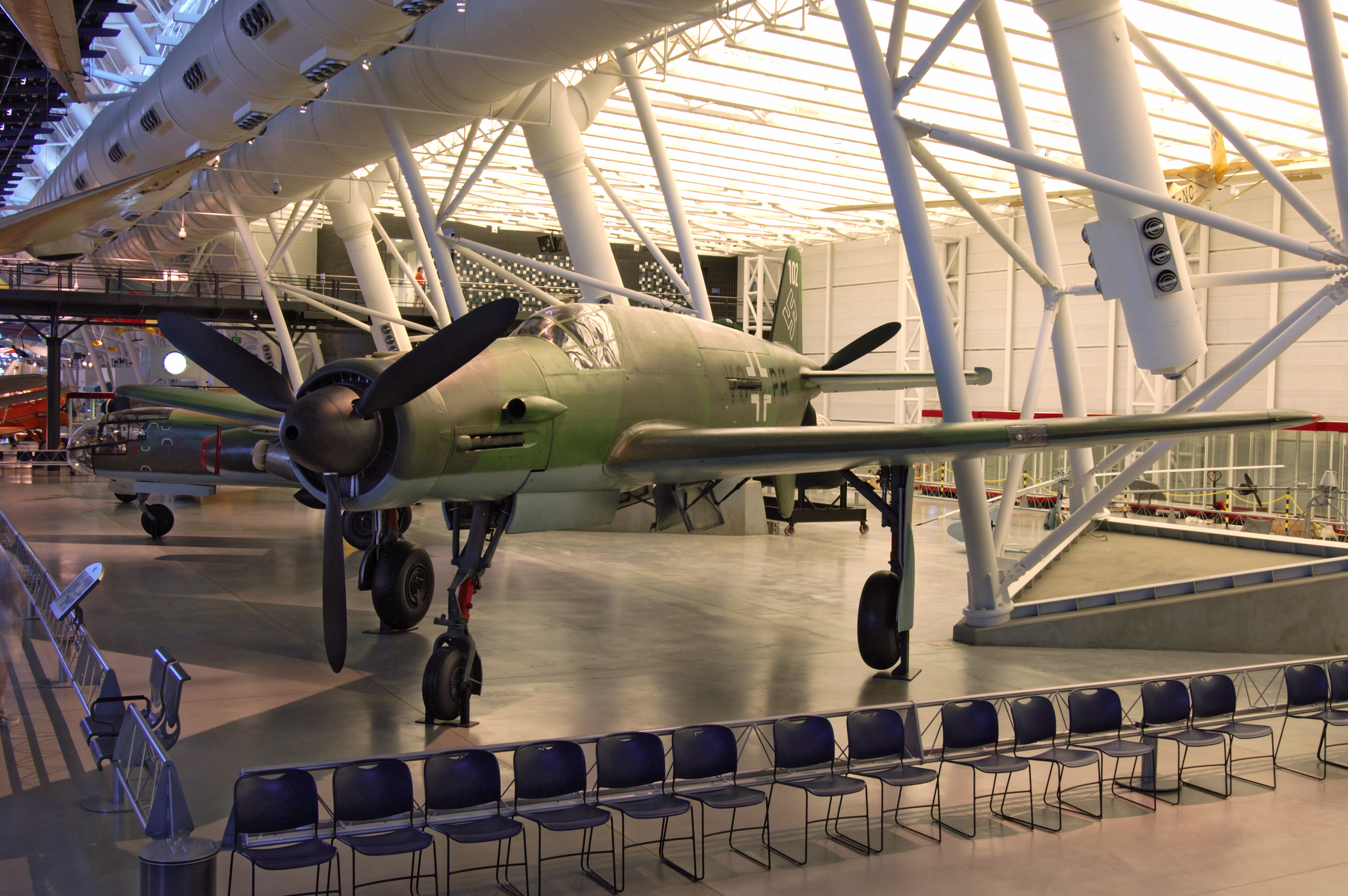
Último Do 335 original remanescente do mundo exposto no...
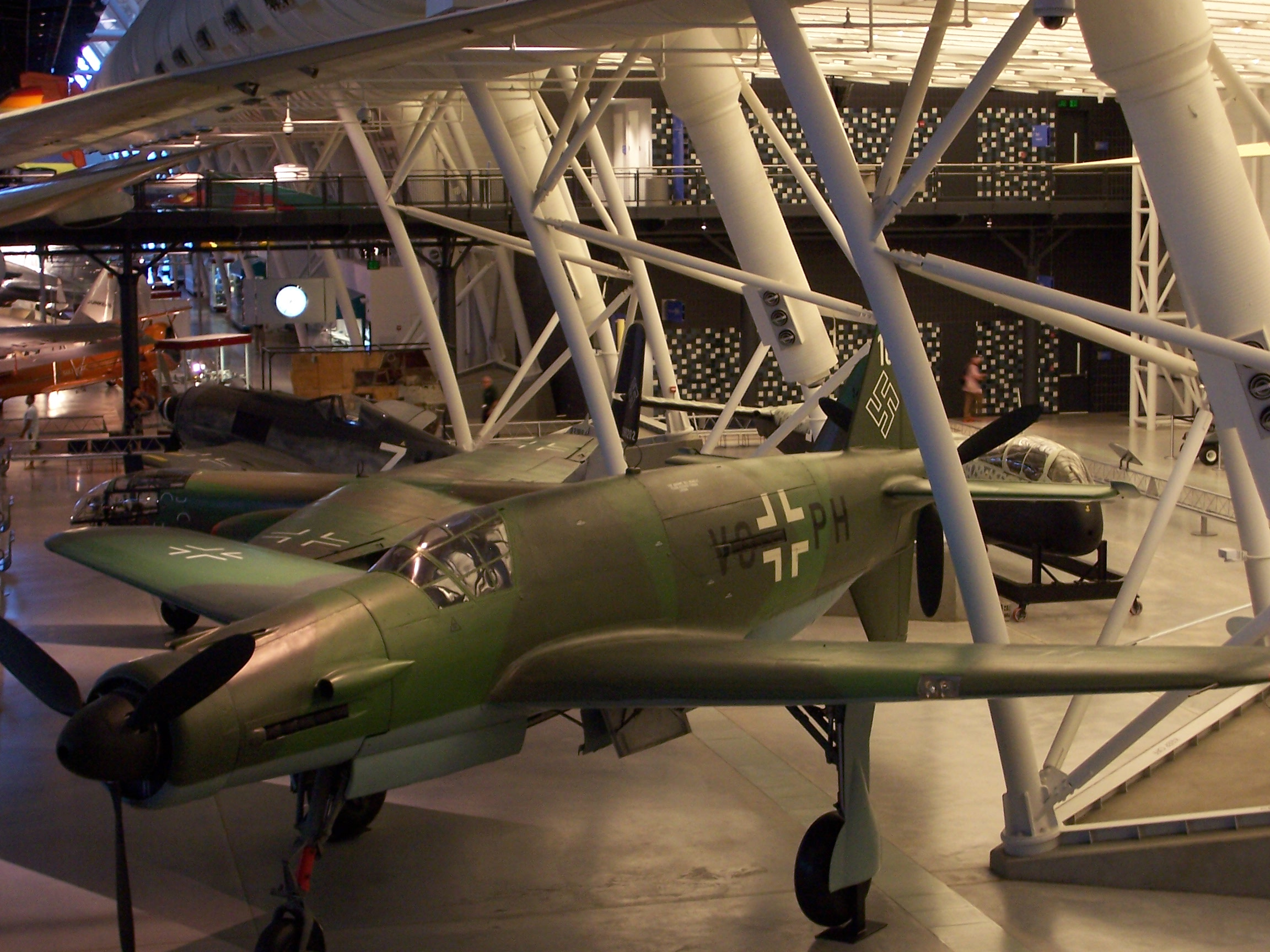
...Smithsonian National Air and Space Museum (EUA).